# Miroslav Blažević
Pour les articles homonymes, voir Blažević.
Miroslav Blažević, dit Ćiro, né le 10 février 1935 à Travnik (royaume de Yougoslavie, auj. en Bosnie-Herzégovine) et mort le 8 février 2023 à Zagreb, est un entraîneur de football croate et bosniaque. Il a également la nationalité suisse.

## Biographie
En 1994, alors qu'il entraîne le Croatia Zagreb, il est nommé sélectionneur de la Croatie. Il cède alors son poste d'entraîneur à Ivan Bedi et devient président du Croatia Zagreb.
En octobre 1995, il est placé en détention provisoire à la maison d'arrêt de Luynes pendant dix-sept jours dans le cadre de l'instruction sur les comptes financiers de l'Olympique de Marseille, ouverte en 1990,,. Deux ans plus tard, il est reconnu coupable d'avoir facilité la victoire de l'Olympique de Marseille contre le FC Nantes, le 25 novembre 1989, et accusé d'avoir soudoyé certains de ses joueurs afin de « lever le pied ». Il est condamné à six mois de prison avec sursis et 200 000 francs d'amende, pour avoir en outre perçu la somme de 420 000 francs.
En 2000, il devient sélectionneur de l'Iran avec pour objectif de qualifier le pays pour le Mondial 2002. Il n'y parvient pas puisque la sélection iranienne est éliminée lors du barrage Europe/Asie contre l'Irlande.
Après cet échec, il devient entraîneur du Dinamo Zagreb en 2002.
Fin septembre 2005, il fait son retour en Suisse en prenant les rênes de Neuchâtel Xamax. Il remplace Alain Geiger (qui avait aligné sept défaites consécutives) et mène Xamax à la victoire dès son premier match, contre Schaffhouse. 
En juillet 2008, il est nommé sélectionneur de la Bosnie-Herzégovine pour une durée de deux ans. Il présente sa démission le 11 décembre 2009, un mois après l'élimination de son équipe lors des barrages qualificatifs pour la Coupe du monde 2010.
En décembre 2010, il est nommé sélectionneur de la Chine olympique pour deux ans.
Il meurt d'un cancer de la prostate, le 8 février 2023 à l'âge de 87 ans,.

## Palmarès d'entraîneur

### FC Sion
- Vainqueur de la Coupe de Suisse en 1974.

### Dinamo Zagreb
- Champion de Yougoslavie en 1982.
- Vainqueur de la Coupe de Yougoslavie en 1983.
- Champion de Croatie en 1993 et 2003.
- Vainqueur de la Coupe de Croatie en 1994.
- Vainqueur de la Supercoupe de Croatie en 2002.

### Grasshopper Zurich
- Champion de Suisse en 1984.

### Hajduk Split
- Vainqueur de la Supercoupe de Croatie en 2005.

### Sloboda Tuzla
- Champion de Bosnie-Herzégovine en 2014.

### Équipe de Croatie
- Médaille de bronze à la Coupe du monde 1998.

## Politique
Miroslav Blažević était membre du HDZ mais n'était pas en accord avec son nouveau président, Ivo Sanader, et son orientation pro-Union européenne. Il se présente donc en tant que candidat indépendant à l'Élection présidentielle croate de 2005 et obtient 17 847 voix soit 0,80 %.